# Харакс (Атропатена)

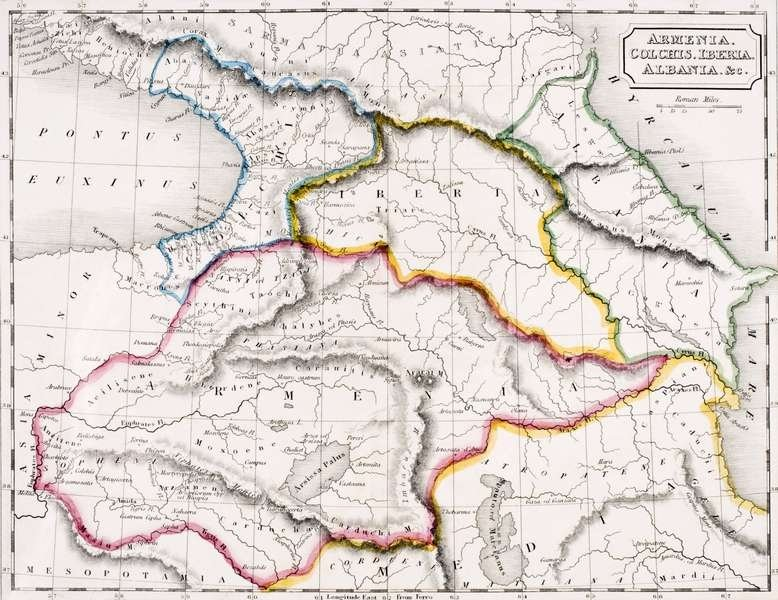
Кадусии в Атропатене

Харакс (греч. Χάραξ) — древний город племени кадусиев в мидийской Атропатене на Каспийском море, к северу от Кирополиса (нынешний Рашт). Сведения о городе восходят к Птолемею. В источниках XIX века (например, у Юлиуса Биллербека и Альберта Форбигера) Харакс отождествлялся с крепостью Кескер (в селении Кураб, ныне Караба). Ив Жанвье предполагает также, что этому Хараксу соответствует упоминаемый Павлом Орозием город Карры (лат. Carrhae).